# César Goyeneche
César Goyeneche Acuña (Bogota, 26 augustus 1974) is een Colombiaans voormalig wielrenner. Hij werd in 1999 Colombiaans kampioen op de weg.

## Palmares
1994
- Pan-Amerikaans kampioenschap op de weg

1997
- 9e etappe Clásico RCN
- 4e etappe deel B Ronde van Táchira
- 5e etappe Ronde van Táchira

1998
- 9e etappe Ronde van Táchira

1999
- Colombiaans kampioen op de weg, Elite